# Синиша Гогић
Синиша Гогић (Ниш, 20. октобар 1963) је бивши српски и југословенски фудбалер и садашњи фудбалски тренер.
Током фудбалске каријере играо је на позицији нападача за ФК Раднички Ниш, где је започео своју каријеру, а затим за ФК Рад, ФК АПОЕЛ, ФК Анортозис, ФК Олимпијакос, ФК АПОЕЛ и ФК Олимпијакос Никозија где је окончао фудбалску каријеру и посветио се тренерском послу.

## Фудбалска каријера
Након почетка каријере у ФК Раднички Ниш и ФК Рад, одлази у Кипар 1989. године, где са ФК АПОЕЛ осваја шампионат. Исте године, Гогић постаје најбољи стрелац Прве кипарске лиге, са 19 постигнутих голова. Остаје у ФК АПОЕЛ неколико година и поново осваја шампионат у сезони 1991–1992, као и куп 1992–1993. године.
1993. године, након расправе са тренером ФК АПОЕЛ, напушта клуб и одлази у ФК Анортозис, где такође постаје најбољи стрелац, овај пут са 26 постигнутих голова. Наредне сезоне, са овим клубом осваја првенство (1994/95) по први пут после 32 године и историји овог клуба, где Гогић постиже 24 гола и постаје други најбољи стрелац првенства.
Имао је сјајну сезону 1996/97. (14 голова у 13 утакмица), што је изазвало интересовање ФК Олимпијакос, у који прелази када је имао 33. године, 1997.
Остао је у ФК Олимпијакос 4 године и баш у то време клуб је доминирао у домаћој лиги. За ове четири године ФК Олимпијакос постао је шампион Грчке (1997—2000). 1998/99, била је једна од најбољих сезона за овај клуб, јер је клуб освојио дуплу круну и први пут је достигао четвртфинале УЕФА Лиге шампиона.
Гогић је сматран за једног од најбољих играча Олимпијакоса у највећем успеху клуба, на грчким и европским такмичењима. Његов надимак међу навијачима био је "Паппоус", што значи "деда", јер није до касне каријере имао среће са клубским успехом на већем нивоу.
Поред великих клупских успеха, играо је и за фудбалску репрезентацију Кипра, где је на 37 утакмица постигао 8 голова.

## Тренерска каријера
Тренерску каријеру започео је 2007. године у ФК Аполон Лимасол, који је тренирао до наредне године. 14. септембра 2008. године у самом финишу сезоне, постаје помоћни тренер Црвене звезде, када је као помоћник заменио смењеног Чедомира Јаневског. За првог тренера ФК Црвена звезда именован је 9. маја 2009. године, а на тренерској клупи овог типа остао је врло кратко.
 Исте године, Гогић преузима ФК Панетоликос (2009—2010), па затим ФК Шенџен (2010—2011), да би 2011. године преузео млађе категорије ФК Олимпијакос и њих тренирао до наредне, 2012. године.
Након тога одлази на Крит и почиње да тренира ФК Ерготелис (2012—2013), a затим 2013. године ФК Ираклис Солун, да би се 2014. године вратио у Србију и тренирао ФК Напредак Крушевац.
Од 2016. године на клупи је Шенџена, који игра у другој кинеској лиги.